# نورمان جيبس
نورمان جيبس (بالإنجليزية: Norman Gibbs)‏ هو لاعب كرة القدم الكندية أمريكي، ولد في 29 يونيو 1960 في باتون روج في الولايات المتحدة.

## وصلات خارجية
- نورمان جيبس على موقع JustSportsStats.com (الإنجليزية)